# Louis Ribes
Louis Ribes (Vinçà, Conflent, 17 de novembre de 1756 - mort vers 1830 a la seva vila natal va ser un polític nord-català de finals del segle xviii. Home de lleis, era administrador al departament i diputat pel nou departament dels Pirineus Orientals a l'Assemblea Nacional Legislativa. Va seure en la majoria i després del mandat no se li coneix més activitat política.